# لوست (الموسم 5)
بدأ عرض الموسم الخامس من المسلسل الدرامي لوست على قناة أي بي سي الأمريكية في يناير من عام 2009، أما في العالم العربي فتعرضه قناة فوكس سيريز منذ مايو 2010. وينتهي الموسم بعد حلقة طولها ساعتين في 13 مايو 2009. يتتبع الموسم الخامس خطين زمنيين. الأول يدور في الجزيرة، حيث يبدأ الناجون الباقون في الانتقال عشوائياً إلى الماضي والمستقبل، وذلك إثر تحريك «بن» للجزيرة في الزمان والمكان. كما يركز على الأحداث السابقة لتوقيف «لوك» للنقلات الزمنية ومغادرته الجزيرة. الخط الزمني الثاني يدور خارج الجزيرة عقب موت «لوك»، ويتناول محاولات «جاك» و«بن» للاجتماع مرة أخرى بركاب الأوشيانيك الستة والعودة إلى الجزيرة ومعهم جثة «لوك». يبدأ الجزء الثاني من الموسم بعد انتهاء النقلات الزمنية وعودة ركاب أوشيانيك الستة إلى الجزيرة على متن أجيرا الرحلة 316. يستمر الخطان الزمنيان المتوازيان مع استمرار الموسم، وتدور أحداثهما في الجزيرة. الخط الزمني الأول يدور في عام 1977 حيث ينتهي الحال بالناجين الذين لم يعودوا إلى الديار، وذلك بسبب النقلات الزمنية العشوائية. إنه نفس التاريخ الذي ينتهي إليه العائدون الستة أثناء عودتهم إلى الجزيرة. الخط الزمني الثاني يدور في أواخر عام 2007 بعد إجبار الرحلة 316 على الهبوط اضطرارياً على الجزيرة

## الشخصيات

### الشخصيات الرئيسية
حسب ترتيب ظهور الشخصيات
- ماثيو فوكس في دور جاك شيبارد (15/17)
- إفانجيلاين ليلي في دور كيت أوستن (15/17)
- خورخي غارسيا في دور هيوغو "هيرلي" رياس (14/17)
- جوش هولواي في دور جيمس "سوير" فورد (14/17)
- إليزابيث ميتشيل في دور جولييت بورك (14/17)
- مايكل إيمرسون في دور بنجامين لاينوس (13/17)
- كن ليونغ في دور مايلز ستروم (13/17)
- تيري أوكوين في دور جون لوك (12/17)
- نافين اندروز في دور سعيد جراح (11/17)
- دانيال داي كيم في دور جين سو كوون (11/17)
- يونجين كيم في دور صن هوا كوون (11/17)
- جيريمي ديفيس في دور دانيال فاراداي (17/09)
- هنري إيان كوسيك في دور ديزموند هيوم (17/07)
- ريبيكا مادير في دور تشارلوت لويس (17/05) *

### الشخصيات المتكررة
- نستور كاربونيل في دور ريتشارد ألبرت (9/17)
- باتريك فيشلر في دور فيل (9/17)
- فرانسوا شو في دور بيير تشانغ (9/17)*
- جيف فاهي في دور فرانك لابيدوس (7/17)
- إريك لانج في دور ستوارت رادزينسكي (7/17)
- زوليخة روبنسون في دور إيلانا فردانسكي (7/17)
- وليام بلانشيت في دور آرون ليتلتون (5/17)
- ألان ديل في دور تشارلز ويدمور (5/17)
- براد وليام هنك في دور برام (5/17)
- سترلينغ بومون في دور بن الصغير (4/17)
- فيونولا فلاناغان في دور إلويز هوكينغ (4/17)
- جون غريز في دور روجر لاينوس (4/17)
- سعيد التغماوي في دور سيزار
- ليزلي إيشي في دور لارا شانغ (3/17)
- ريكو أيليسورث في دور آمي (3/17)
- سام أندرسون في دور برنارد نادلر (3/17)
- ل. سكوت كالدويل في دور روز نادلر (3/17)
- ميليسا فارمان في دور دانييل روسو (3/17)
- أليس إفانز في دور إلويز هوكينغ (40 سنة) (3/17)
- جون تيري في دور كريستيان شيبارد (3/17)
- دافيد س. لي في دور تشارلز ويدمور (40 سنة) (2/17)
- ماثيو آلان في دور كننغهام (2/17)
- برونو بروني في دور برينان (2/17)
- توم كونوهولي في دور تشارلز ويدمور (2/17)
- غويوم دابينبون في دور روبرت (2/17)
- سوزان دوردين في دور كارول ليتلتون (2/17)
- توم إروين في دور دان نوروتون (2/17)
- سفين ليندستروم في دور جاي (2/17)
- ماري مارا في دور جيل (2/17)
- مارك مونارد في دور مونتاند (2/17)
- كافيتا باتيل في دور روبا كريشنفاني (2/17)
- ألكسانردا توباس في دور نادين (2/17)*
- شين والن في دور نيل يلقب ب«فروغرت» (2/17)
- مايا هنسن في دور تشارلوت لويس (6 سنوات) (2/17)
- وليام ماكوزاك في دور القائد بيرد (2/17)
- كيفين تشابمان في دور ميتش (مبادرة دارما) (2/17)
- مارك بيليجرينو في دور جيكوب (2/17)
- كيم ديكنز في دور كاسيدي فيليبس (1/17)
- ليليان هرست في دور كارمن رياس (1/17)
- مالكوم ديفيد كيلي في دور والت لويد (1/17)
- جون كيوكو لو في دور السيدة بايك (1/17)
- ويليام مابوثر في دور إيثان روم (1/17)
- تشيش مارين في دور ديفيد رياس (1/17)
- تانيا رايموند في دور الرجل ذو الرداء الأسود في هيئة أليكس (1/17)
- لانس ريديك في دور ماثيو آبادون (1/17)
- أندريا غأبريل في دور نور «نادية» عبد العظيم (1/17)
- ميشيل رودريغز في دور آنا لوسيا كورتيز (1/17)
- مارشا توماسون في دور نعومي دوريت (1/17)
- تيتوس ويليفر في دور الرجل ذو الرداء الأسود (1/17)

## الحلقات
| اسم الحلقة                                                      | أحداث الحلقة | الشخصية الرئيسية |
| --------------------------------------------------------------- | --- | ---------------- |
| because you left لأنك رحلت                                      | يبدأ جاك وبين بالمحاولة لجمع الاوشيانك 6 لاقناعهم بالعودة إلى الجزيرة، الباقون على الجزيرة انتقلوا عبر الزمن... استطاع فاراداي التحدث إلى ديزموند عندما كان ديزموند في محطة دارما وطلب منه ان يذهب إلى جامعة اكسفورد ويبحث عن ام فاراداي. | متعدد            |
| the lie الكذب                                                   | تواجه سعيد وهيرلي بعض المشاكل سعيد يصاب ويلتقي بجاك في المشفى وهيرلي يبدي انزعاجه بشأن كذبهم حول ما حدث في الجزيرة. تسوء حال الناجين على الجزيرة ويتعرضون لهجوم. جون يتعرض لطلق ناري من قبل إيثن وينقذ سوير وجولييت. | هيرلي            |
| Jughead جغهد                                                    | يتم القبض على مايلز وفاراداي وتشارلوت من قبل "الاخرون". وتواجه الجميع مشكلة القنبلة الهيدروجينية على الجزيرة، لوك يقابل ريتشارد ويتحدث معه ويقابل ريتشارد ويدمور على الجزيرة. كل ذلك في عام 1954. | ديزموند          |
| the little prince الأمير الصغير                                 | تكتشف كيت أن (بين) كان وراء محاولة أخذ آرون منها، وسعيد يتعرض لهجوم من شخص ما بينما هو في المستشفى، ويقرر جون أن يذهب إلى الاوركيد ليغادر الجزيرة ويعيد الاوشيانك 6 إلى الجزيرة، وبينما هم في الطريق إلى الاوركيد ينتقلون عبر الزمن إلى اليوم الذي ولد فيه آرون.... في نهاية الحلقة يتبين أن جين لايزال حيا ويلتقي بدانييل روسو في 1988 | كايت             |
| this place is death هذا المكان هو الموت                         | يقنع (بين صن) بأن (جين) حي ويقنعها بالعودة معهم إلى الجزيرة بينما يرفض سعيد وكايت صاحبة الفكرة من أساسها، ويصل جون إلى الاوركيد وينزل إلى بئر حيث يجد كريستيان والد جاك هناك الذي يريه كيف يغادر الجزيرة، ثم تموت تشارلوت. | صن وجين          |
| 316                                                             | نرى في بداية الحلقة أن جاك وهيرلي وكيت عادوا إلى الجزيرة في الفلاش باك (بين وجاك وصن) يلتقون بديزموند في كنيسة الويز هوكينغ ام فاراداي لتطلع جاك وبين وصن كيفية العودة إلى الجزيرة ووتنقلهم ال محطة للدارما انيشيتف وتخبرهم بأن عليهم ركوب رحلة أجيرا 316 لكي يعودوا إلى الجزيرة، يرى جاك سعيد وهيرلي على متن نفس الرحلة، تبدأ الطائرة بالارتجاج ثم تضيء السماء لنرى جاك وهيرلي وكايت على الجزيرة يلتقون بجين وهو مرتدي لباس الدارما انيشيتف. | جاك              |
| حياة وموت جيرمي بينثام the life and the death of Jeremy Bentham | بعد تحطم طائرة أجيرا 316 نرى جون لوك على الجزيرة مع الناجين من التحطم ويعثر على بين من بين المصابين. في الفلاش باك جون لوك يغادر الجزيرة ويحاول اقناع الاوشيانك 6 بالعودة إلى الجزيرة بمساعدة تشارلز ويدمور ورجله ماثيو عبدون. بين يقتل عبدون. وبعد أن فشل لوك في إقناع الستة بالعودة إلى الجزيرة حاول الانتحار قبل أن يوقفه بين ليأخذ منه بعض المعلومات ومن ثم قتله.                                                                         | لوك              |
| LaFleur                                                         | الباقون على قيد الحياةَ في الجزيرةِ ينتقلون إلى 1974، بعد نهايةِ الانتقالات في الوقتَ. يَنضمّونَ إلى مبادرةِ دارما بعد إنْقاذ إحدى أعضائهم، أيمي، مِنْ الآخرين. بعد العَيْش معهم لثلاث سَنَواتِ، تساعدُ جوليت أيمي لكي تَلِدُ وسوير، الذي أصبح عاشقاً لجوليت، يتوحد مَع جاك وكايت وهورلي. | جيمس "سوير"فورد  |
| Namaste                                                         | في 1977، يُرتّبُ سوير لجاك وكايت وهورلي للإِنْضِمام إلى مبادرةِ دارما. سعيد يُجده جين، على أية حال، هو يُجبَرُ للإدِّعاء بأنه من الآخرين ويُسْجَنُ بعد ذلك مِن قِبل دارما. في 2007، بعد تحطّمِ الرحلة 316، تعلم سان وفرانك مِنْ كريستيان شيبرد بأن الباقون على قيد الحياة الآخرون محصورون في الماضي. | بدون             |
| He's Our You                                                    | في 1977، سعيد لا يَتعاونُ مَع سوير وأعضاء مبادرة دارما يصوتون لإعدام سعيد. بن بعمر 12 سنةً يُحرّرُ سعيد في جُهدِه للإِنْضِمام إلى الآخرين. على أية حال، عندما هَربوا، يطلق سعيد النار على بن. في الارتجاعِ، سعيد يُمْسَكُ مِن قِبل إيلانا، صيّادة جوائز، التي استأجرَت لأَخْذه إلى غوام. | سعيد جراح        |
| Whathever happened happened                                     | جوليت غير قادرة على مُعَالَجَة جرح بن من الطلق الناري وجاك يَرْفضُ المُسَاعَدَة، تقترح كايت أخْذ بن إلى الآخرين الّذين سَيُشفونَه. يُوضّحُ ريتشارد بأنّ العمليةَ سَتُغيّرُ بن إلى الأبد. في الارتجاعِ، كايت تُقرّرُ العَودة إلى الجزيرةِ وتَتْركْ هارون في عنايةِ جدتِه. | كايت أستون       |
| Dead is Dead                                                    | في 2007، يُسافرُ بن ولوك إلى الجزيرةِ الرئيسيةِ لكي يحاكم وحش الدخان بن لأنه كان السبب في مقتل أليكس. في هذه الأثناء، يَعُودُ فرانك إلى جزيرةِ الهيدرا ويُؤْخَذُ رهينة مِن قِبل الناجون من الرحلة 316. يعرض الارتجاعِ اختطاف بن لأليكس في أواخر الثمانيناتِ ومجابهتِه مَع ديزموند وبيني قبل أن يستقل الرحلة 316. |                  |
| Some like it Hoth                                               | في 1977، روجر لاينوس، أبّ بن، يَبْدأُ بالشكّ بكايت في اختفاءِ بن. مايلز يكلّفُ بمهمّة بأَخْذ جسم مِنْ موقعِ بناء محطةِ البجعةَ، إلى أبّيه، الدّكتور تشانغ. في الارتجاعِ، يَعْلمُ مايلز بقدرتِه للتحدث مع الأموات ويقابل نعومي ويُستَأجرُ للسَفَر إلى الجزيرةِ على متن الشاحنِ. | مايلز ستروم      |

|}